# Batalha de Queroneia (86 a.C.)
A Batalha de Queroneia foi travada entre as forças romanas de Lúcio Cornélio Sula e o exército do Reino do Ponto, comandado pelo general Arquelau, perto de Queroneia (em latim: Chaeronea), na Beócia, em 86 a.C.. A batalha terminou com a destruição completa do exército pôntico e uma vitória decisiva dos romanos.

## Forças
A estimativa das forças pônticas na batalha variam muito, entre 76 500 e 120 000 homens. Destes, entre 75 000 e 110 000 são de infantes e o restante, entre 1 500 e 10 000, seria de cavaleiros ou carros de guerra. Os números romanos são mais firmes e giram em torno de 30 000 homens, com cerca de 17 000 sendo romanos e o restante, uma composição de aliados macedônios e gregos. O número de baixas é bastante controverso. O próprio Sula afirma que 110 000 soldados pônticos foram mortos e apenas quatorze dos seus teriam desaparecido, dos quais dois apareceram no dia seguinte.

### Reino do Ponto
Um dos generais de Mitrídates, Taxiles, foi enviado com uma força de cerca de 110 000 infantes e 10 000 cavaleiros para se juntar com o exército do general Arquelau na planície Elateia. Baker cita um número bem menor. Segundo ele, os romanos teriam uma força de menos de 17 000 homens e afirma que os pônticos os superavam em cinco para um, ou seja, teriam um exército de cerca de 85 000 homens. Delbruck apresenta um número "suposto" de 120 000 e um outro, mais modesto, composto por 60 000 pônticos, 15 000 gregos e 1 500 cavaleiros, um total de 76 500. Ele ainda comenta as principais fontes primárias e faz uma referência específica à "vaga e fanfarrônica" obra de Sula, a fonte utilizada pelos historiadores da época como Plutarco.
O exército de Mitrídates era uma composição de elementos gregos e orientais; a infantaria era composta de falanges no estilo macedônico e falangistas pônticos cuidando dos projéteis; a cavalaria era uma composição de cavaleiros a cavalo e carros de guerra com lâminas.

### Tropas de Sula
As forças de Sula eram aproximadamente 30 000 homens, com Baker comentando que destes, menos de 17 000 eram romanos e o resto eram aliados gregos e macedônicos. Porém, o próprio Baker não fornece um número para estes aliados e simplesmente nota uma disparidade de "mais de três para um" entre as forças pônticas e romanas se os aliados fossem contados.
As forças romanas eram compostas de legiões veteranas com algum apoio de cavalaria.

## Geografia
Logo depois de conquistar Atenas, Sula avançou com seu exército até a Beócia e se encontrou com Quinto Hortênsio Hórtalo, que vinha da Tessália, ao norte, cuidadosamente para evitar uma emboscada, em Filobeto (em latim: Philoboetus). Segundo Baker, este movimento deixou Sula em uma posição muito favorável, seus suprimentos assegurados, amplo acesso a madeira e água, estradas até a Tessália que podiam ser facilmente protegidas e com a vantagem do terreno elevado das colinas Segundo ele, Sula "...comandava a planície de Elateia e o vale do Cefiso". Sula estava determinado a ditar a hora e o local da batalha.
O general Taxiles e seu poderoso exército teve que seguir para o norte através de um desfiladiro antes de entrar num vale estreito entre Orcômeno e Queroneia para se encontrar com Arquelau e seu exército, que também vinha de Atenas. A consequência disto foi que, depois que Taxiles e suas forças chegaram, ficou impossível recuar e uma batalha tornou-se inevitável. O exército estava acampado no vale numa posição que permitia que os dois generais vigiassem o exército romano. O plano de Arquelau era seguir numa guerra de atrito, mas Taxiles, com seu grande exército, estava determinado a derrortar os romanos em combate e insistiu em sua estratégica. Como Arquelau vinha de uma derrota em Atenas, não havia como se opor.

## Prelúdio
Os generais pônticos, acampados no vale, enviaram diversas unidades de batedores que saquearam e queimaram todo o vale e Sula, sem nada que pudesse fazer, pois estava em enorme desvantagem numérica, apenas assistiu de sua posição no alto da colina. Porém, Sula enviou seus homens para cavarem trincheiras nos flancos de seu acampamento para proteger sua força contra um possível movimento da cavalaria pôntica. Ele também ordenou a construção de paliçadas à frente para defender sua linha contra o avanço dos carros de guerra. A intenção de Sula era dupla: primeiro ele buscava assegurar a disciplina de seus soldados, mantendo-os ocupados, e depois, ele esperava cansá-los com atividades tediosas para que passassem a desejar cada vez mais o combate. Quando suas tropas pediram a batalha, Sula os desafiou, citando que esta nova vontade de lutar nada mais seria do que uma resposta à preguiça para trabalhar, a ocuparem a colina de "Parapotamos" (em latim: Parapotamii). Seus homens aceitaram o desafio. Arquelau também desejava conquistar a colina e a disputa tornou-se uma corrida. Baker afirma que o local era "quase inexpugnável" e o ocupante não teria escolha senão a de se voltar para o leste, na direção de Queroneia, para avançar; se um combate irrompesse ali, um exército ou o outro poderia acabar tendo que lutar em uma posição desfavorável, em ângulo.

## Ordem de batalha
Para Roma, Sula estava no comando do flanco direito do exército romano. O legado Lúcio Licínio Murena comandou o flanco esquerdo enquanto que Hortênsio e Galba assumiram o comando das coortes da reserva, com Hortênsio à esquerda e Galba à direita. Finalmente, Aulo Gabínio e uma legião inteira foi enviado para ocupar a cidade de Queroneia.
Do lado pôntico, Arquelau tinha o comando.

## Batalha

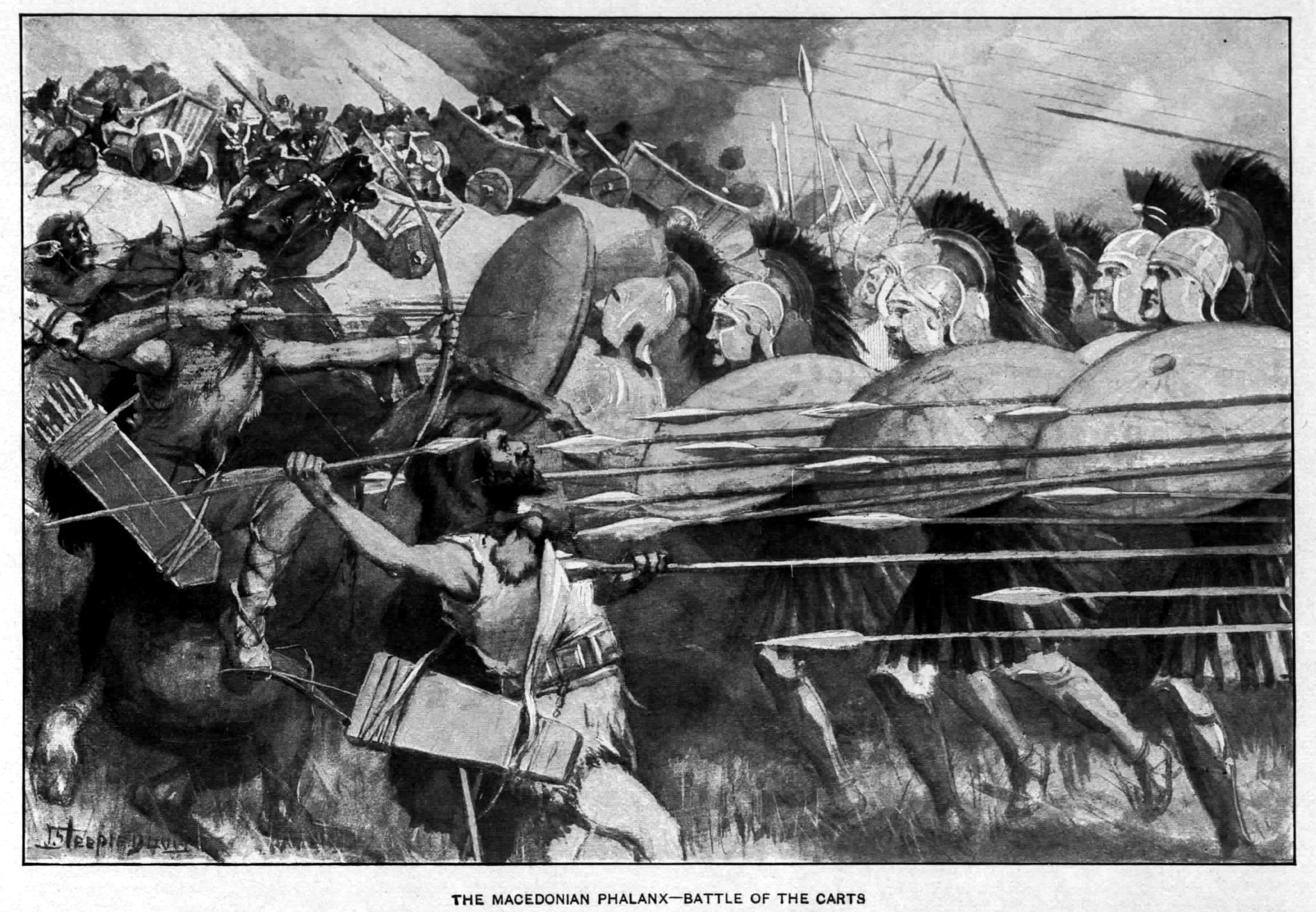
Formação típica das falanges no estilo macedôninco utilizadas por Mitrídates.

Sula iniciou o combate fingindo um recuo: enquanto Gabínio tomou e defendeu Queroneia, Murena recebeu ordens de recuar até o monte Túrio enquanto o próprio Sula marchou ao longo da margem direita do rio Cefiso. Arquelau, em resposta, Avançou para ocupar a posição de frente para Queroneia e enviou uma força lateral para atacar as tropas de Murena. Sula então se juntou às forças de Queroneia e estendeu a linha de combate romano através do vale. A posição de Murena era a mais frágil, possivelmente indefensável, e, para resolver a situação, Gabínio, com a aprovação de Sula, recrutou os locais e os enviou para lá. Sula já havia assumido sua posição à direita e a batalha começou.
Murena, com o auxílio da força de locais, lançou um ataque cauteloso contra o flanco direito pôntico, que, atacado morro abaixo, sofreu pesadas perdas. Arquelou enviou seus carros de guerra em direção ao centro, onde estava Gabínio, que recuou para trás da paliçada e das estacas, frustrando o ataque. Enquanto recuavam, os carros foram atingidos pelos projéteis romanos, o que provocou grande confusão e deixou a principal linha de frente de Arquelau, suas falanges, vulnerável.
As legiões romanas começaram a avançar contra as falanges do centro com o apoio de projéteis atirados pelas fileiras de trás. As falanges, sem conseguir realizar uma carga, se engalfinharam com as legiões, o que obrigou os legionários a enfrentarem as longas lanças pônticas com suas espadas curtas.
Com o centro em combate, Arquelau estendeu sua ala direita numa tentativa de flanquear os romanos. Hortênsio tentou conter o movimento, mas, ao fazê-lo, deixou sua unidade vulnerável a um contra-ataque. A cavalaria de Arquelau aproveitou a oportunidade e lançou com sucesso uma carga e conseguiu cercar as tropas de Hortênsio. Sula, que até então havia se mantido na espera, rapidamente movimentou sua ala para ajudar. Arquelau, percebendo a manobra, reconvocou sua cavalaria e ordenou que ela atacasse o enfraquecido flanco direito romano.
Murena acabou sendo forçado a enfrentar as tropas de Taxiles também e Hortênsio moveu sua unidade para ajudar enquanto Sula retornava para o flanco direito, a partir de onde liderou uma nova carga contra a esquerda pôntica. Neste ponto da batalha, as linhas romanas começaram a avançar em todos os pontos: a ala esquerda de Arquelau, já bem enfraquecida, foi derrotada e expulsa do campo de batalha; o centro, liderado por Gabínio, avançou e estava massacrando o inimigo; na direita, Murena, apesar do perigo, também avançou. O exército pôntico inteiro foi desbaratado e começou a recuar com os romanos em perseguição. Segundo as fontes antigas, somente 10 000 dos homens de Arquelau conseguiram chegar ao acampamento. As memórias de Sula relatam que 110 000 pônticos foram assassinados e que apenas quatorze de seus homens teriam desaparecido, dos quais dois apareceram no dia seguinte. Contudo, estes números são considerados um grande exagero pelas fontes modernas. O que é certo é que os romanos, apesar da disparidade numérica, se saíram vitoriosos.

## Eventos posteriores
Na sequência da batalha, Sula mandou construir um troféu dedicado ao deus romano Marte em agradecimento pela vitória e à deusa Vênus pela sorte dos romanos. Além disto, Sula bancou a realização de jogos em Tebas, durante os quais ele soube da aproximação do exército de Lúcio Valério Flaco, enviado pelos seus inimigos populares que controlavam Roma. Flaco e Sula se encontraram na Tessália e os dois acamparam um de frente para o outro esperando um movimento da outra parte. Nenhum ataque aconteceu e, com o passar do tempo, os soldados de Flaco começaram a desertar para o exército de Sula, primeiro aos poucos, mas depois em massa; Flaco acabou obrigado a levantar seu acampamento sob o risco de perder todo o seu exército. Enquanto isso, Arquelau, que invernou na Eubeia, recebeu o reforço de um grande exército em Cálcis e resolveu invadir novamente a Beócia. Tanto Sula quanto Flaco sabiam disto e, ao invés de desperdiçarem tropas romanas lutando um contra o outro, Flaco marchou com seus homens para a Ásia Menor enquanto Sula permaneceu para lutar contra Arquelau novamente. Sula movimentou seu exército para uns poucos quilômetros para o oeste de Queroneia, perto de Orcômeno, um local escolhido por ele pela facilidade de defesa. Ali Sula venceu — novamente em desvantagem numérica — mais uma vez Arquelau na Batalha de Orcômeno.